# Chelsworth Common
Chelsworth Common är en by (hamlet) i Suffolk, England. Den har två kulturmärkta byggnader: Lower Common Farmhouse och Upper Common Cottages.